# Ignacio Coliqueo
Ignacio Coliqueo (Boroa, Araucanía, 1786 - Los Toldos, interior de la Provincia de Buenos Aires, 16 de febrero de 1871) fue un lonco mapuche boroano y coronel del Ejército Argentino, que condujo a su tribu desde la Araucanía y la instaló en la zona que luego se denominó Los Toldos, en la provincia de Buenos Aires. Por continuidad, una vez muerto, la comunidad mapuche instalada en Los Toldos fue llamada «la tribu de Coliqueo».

## De Chile a la Argentina
Ignacio Coliqueo, como se castellanizó su nombre mapuche Kolükew, nació en 1786 en la localidad de Huincul, cerca de Boroa, en la actual provincia de Cautín, en Chile.
De origen araucano, fue designado lonco o cacique y descendía de Caupolicán, el líder indio que resistió la invasión española. 
Coliqueo luchó en la Guerra de Arauco contra las autoridades chilenas y también contra los gobiernos rioplatenses, en las primeras décadas luego de la Independencia Argentina. 
Pero posteriormente el lonco Coliqueo comprendió que a largo plazo el pueblo mapuche perdería la guerra contra los "huincas" (extranjeros) y buscó un acuerdo con los gobernantes argentinos aprovechando las divisiones internas que generaban las guerras civiles. Fue por eso conocido como un «indio amigo» por las autoridades argentinas.
A principios de la década de 1820 abandonó Boroa junto con otro boroanos ―incentivado por parientes y amigos que ya vivían en las región pampeana— y viajaron hasta las Salinas Grandes ubicadas entre las actuales provincias de Buenos Aires y La Pampa. La mayor parte de los boroanos establecidos en la Argentina estaban reunidos en las cercanías de Guaminí, como las tribus de Cañiuquir, Mariano Rondeau, Mariano Melín, Guayquil y Caniullán.
En 1829 mudó su tribu cerca de Masallé en la zona de Carhué, entre los médanos que rodeaban la laguna Epecuén. Como el resto de los de su parcialidad, no participó en la campaña de Rosas al Desierto, pero el exgobernador pretendió utilizar a los boroanos para que atacasen a los ranqueles; ante su negativa, les quitó su protección y quizá ordenó el ataque en su contra. Éste se produjo el 9 de septiembre de 1834, cuando el lonco Calfucurá masacró a varias parcialidades boroanas en Masallé, incluyendo a los caciques Mariano Rondeau y Melín.
Ignacio Coliqueo logró escapar a la matanza cuando lo dieron por muerto. Sus indios de lanza fueron muertos en su mayoría, mientras que su mujer, sus hijos y la chusma de su gente fue secuestrada por Calfucurá. La tradición afirma que se salvó dejándose arrastrar por un perro hacia unos pajonales, con una horrible herida en la cabeza.

## Entre los ranqueles
Una parte de los boroanos se refugió junto al fuerte 25 de Mayo, mientras que el propio Coliqueo se refugió con lo que quedaba de su gente entre los ranqueles de Painé, a esa fecha aún un súbdito de Yanquetruz en la laguna Pubué, donde formó una nueva familia con la cautiva chilena Felipa Quintuil. Allí se hizo amigo del coronel unitario Manuel Baigorria, quien vivía con los ranqueles, donde formó un campamento de trescientos hombres de lanza y la chusma correspondiente, alcanzando el título de cacique. Más tarde, Baigorria se convertiría en yerno de Coliqueo.
Acompañó a Baigorria en sus expediciones a Córdoba y San Luis, y gradualmente formó una nueva parcialidad a sus órdenes.
Después de la Batalla de Caseros (a 20 km de Buenos Aires, el 3 de febrero de 1852), en la que fue derrotado el gobernador de Buenos Aires Juan Manuel de Rosas, el prestigioso lonco Calfucurá convocó a todas las comunidades mapuches a la guerra contra el blanco bajo el lema «la tierra india para los indios». A pesar de haberle aquel ofrecido ser su segundo, Coliqueo rechazó la propuesta y se negó a entrar en guerra contra los unitarios, actuando bajo el consejo de su yerno unitario Manuel Baigorria.
Coliqueo y Baigorria entraron en negociaciones con el federal Justo José de Urquiza ―presidente de la Confederación Argentina― y se sumaron a su ejército de la confederación, combatiendo y venciendo en la Batalla de Cepeda el 23 de octubre de 1859, en el sur de la provincia de Santa Fe (cerca del límite con la provincia de Buenos Aires), a cambio de que el nuevo gobierno diera tierras para la tribu de Coliqueo.

## Coliqueo, el indio amigo de Los Toldos
Urquiza incumplió lo pactado, por lo que Coliqueo realizó un nuevo acuerdo con el general unitario Bartolomé Mitre, quien les otorgó el derecho a poseer un territorio. En 1861, Mitre lo reconoció como «cacique principal de los indios amigos y coronel del ejército nacional». La tribu de Coliqueo se dirigió primero a Rojas, para luego instalarse provisoriamente en Laguna de Gómez, en Junín, cerca de Lincoln, donde el gobierno porteño les sumó a la fuerza a unos cientos de personas del cacique Llanquelén.

Partido de General Viamonte, donde se encuentra Los Toldos.

Poco después Mitre convocó a Coliqueo y sus guerreros a combatir contra Urquiza, participando en la Batalla de Pavón y definiéndola en gran medida a favor de la Provincia de Buenos Aires. El gobierno argentino les otorgó entonces territorios en Arenales, Mar Chiquita, sobre la laguna Mar Chiquita (Junín). Sin embargo, poco después el gobierno volvió a desplazarlos para trasladarlos a la zona de Los Toldos, donde la tierra era de menos calidad y el agua más salada. Las tierras originales de la comunidad de Coliqueo fueron entregadas a estancieros privados. Coliqueo tenía la misión de defender la frontera entre Mercedes y Bragado.
Coliqueo recibió el grado militar de coronel, y su hijo Justo el de teniente coronel. Sirvieron a órdenes del coronel Julio de Vedia en sus campañas contra los ranqueles y en la fundación de la ciudad de Nueve de Julio; sus campos fueron saqueados por los ranqueles en 1866, pero pudieron reaccionar y recuperaron gran parte de lo perdido.
La habilidad de Coliqueo se notó también en su capacidad de obtener el Decreto Ley n.º 474 del 29 de septiembre de 1866, que constituyó el título legal de las tierras de la comunidad.

Art. 1.º: Acuérdase al cacique Coliqueo y su tribu, sin perjuicio de tercero, la propiedad de las dos leguas de tierras que han ocupado hasta la fecha.

2.º: Ni el citado cacique, ni su tribu, podrán enajenar ni el todo, ni parte de dichas tierras, hasta después de transcurrido diez años desde la promulgación de la presente Ley, y esta previa autorización del Gobierno.

Por esa época surgió un conflicto sucesorio, cuando los hijos de Coliqueo, Justo y Simón, pusieron en cuestión el derecho que creía tener Raninqueo, hermano de Ignacio Coliqueo, a sucederlo. Con permiso del viejo cacique, Raninqueo pidió y obtuvo un campo en La Verde, partido de Veinticinco de Mayo, adonde llevó una tercera parte de la población de los toldos y ranchos de Los Toldos, mudanza que tuvo lugar en el año 1869.
Poco después, el 16 de febrero de 1871, murió Ignacio Coliqueo, durante una pelea con un gaucho; era carnaval, ambos habían bebido de más, y al intentar alcanzar a su rival, su caballo rodó, causándole heridas fatales. Tenía 95 años de edad.
Fue sucedido por su hijo Justo Coliqueo, y años más tarde, por su segundo hijo, Simón Coliqueo.